# Chaquilla Alta
Chaquilla Alta ist eine Ortschaft im Departamento Potosí im Hochland des südamerikanischen Andenstaates Bolivien.

## Lage im Nahraum
Chaquilla Alta ist der zweitgrößte Ort des Kantons Huari Huari im Municipio Potosí in der Provinz Tomás Frías. Die Ortschaft liegt auf einer Höhe von 3794 m am Río Yanas Pampa, einem der zahlreichen Bachläufe der trockenen Bergregion.

## Geographie
Das Klima der Region ist den Kalttropen zuzurechnen, es ist ein sogenanntes Tageszeitenklima, bei dem die Temperaturunterschiede zwischen den Jahreszeiten wegen der hohen Lage und des trockenen Klimas deutlich geringer ausfallen als die zwischen Tag und Nacht (normalerweise zwischen 15 °C und 25 °C Unterschied). Man findet also meist angenehm warme Tagestemperaturen, in der Nacht aber Werte, die selbst im südhemisphärischen Sommer um den Nullpunkt liegen. Die Region Potosí hat eine markante Regenzeit zu den Jahreswechseln, während der Jahresmitte herrscht dagegen oft Wassermangel (siehe Klimadiagramm Potosí).

## Verkehr
Chaquilla Alta liegt in einer Entfernung von 37 Straßenkilometern nordöstlich von Potosí, der Hauptstadt des Departamentos. Potosí ist Schnittpunkt der überregionalen Nationalstraßen Ruta 1 und Ruta 5, die als Nebenrouten des Panamericana-Netzwerks die Stadt mit Tupiza, Tarija, Villazón und der Grenze zu Argentinien im Süden sowie mit Sucre und La Paz im Norden verbinden.
Auf der Ruta 5 verlässt man Potosí in östlicher Richtung vorbei am Flughafen, bis nach 25 Kilometern von Norden kommend der Río Huari Huari in den nach Osten verlaufenden Flusslauf des Río Samaza mündet. Auf einer Brücke überquert man den Flusslauf nach Norden und erreicht nach weiteren zwölf Kilometern das nordöstlich gelegene Chaquilla Alta.

## Bevölkerung
Die Einwohnerzahl der Ortschaft ist in dem Jahrzehnt zwischen den beiden letzten Volkszählungen um etwa ein Fünftel angestiegen:
| Jahr | Einwohner         | Quelle       |
| ---- | ----------------- | ------------ |
| 1992 | keine Detaildaten | Volkszählung |
| 2001 | 514               | Volkszählung |
| 2012 | 613               | Volkszählung |
| 2024 |                   | Volkszählung |

Die Region weist einen hohen Anteil an Quechua-Bevölkerung auf, im Municipio Potosí sprechen 75,4 Prozent der Bevölkerung Quechua.